# Nuoto ai Giochi della XXIX Olimpiade - 200 metri misti maschili

## Record
Prima di questa competizione, il record del mondo (WR) e il record olimpico (OR) erano i seguenti.
|  | 1'54"80 | Michael Phelps Stati Uniti | 5 luglio 2008 Omaha, Stati Uniti |
|  | 1'57"14 | Michael Phelps Stati Uniti | 19 agosto 2004 Atene, Grecia     |

Durante l'evento sono stati migliorati i seguenti record:
| Data      | Evento | Atleta         | Nazione     | Tempo   | Record |
| --------- | ------ | -------------- | ----------- | ------- | ------ |
| 15 agosto | Finale | Michael Phelps | Stati Uniti | 1'54"23 |        |

## Batterie
Si sono svolte 6 batterie di qualificazione. I primi 16 atleti si sono qualificati per la semifinale.
- Martedì 13 agosto

| #  | Batteria | Corsia | Atleta                        | Nazionalità       | Tempo   | Note |
| -- | -------- | ------ | ----------------------------- | ----------------- | ------- | ---- |
| 1  | 5        | 4      | Ryan Lochte                   | Stati Uniti       | 1:58.15 | Q    |
| 2  | 4        | 4      | László Cseh                   | Ungheria          | 1:58.29 | Q    |
| 3  | 5        | 5      | Thiago Pereira                | Brasile           | 1:58.41 | Q    |
| 4  | 4        | 6      | Ken Takakuwa                  | Giappone          | 1:58.51 | Q    |
| 5  | 4        | 7      | Bradley Ally                  | Barbados          | 1:58.57 | Q    |
| 6  | 6        | 4      | Michael Phelps                | Stati Uniti       | 1:58.65 | Q    |
| 7  | 5        | 7      | Alessio Boggiatto             | Italia            | 1:58.80 | Q    |
| 8  | 6        | 2      | Takurō Fujii                  | Giappone          | 1:59.19 | Q    |
| 9  | 5        | 1      | Keith Beavers                 | Canada            | 1:59.19 | Q    |
| 10 | 6        | 1      | Darian Townsend               | Sudafrica         | 1:59.22 | Q    |
| 11 | 6        | 6      | Vytautas Janušaitis           | Lituania          | 1:59.63 | Q    |
| 12 | 3        | 1      | Gal Nevo                      | Israele           | 1:59.66 | Q    |
| 13 | 6        | 5      | James Goddard                 | Regno Unito       | 1:59.74 | Q    |
| 14 | 4        | 5      | Liam Tancock                  | Regno Unito       | 1:59.79 | Q    |
| 15 | 5        | 6      | Leith Brodie                  | Australia         | 1:59.96 | Q    |
| 16 | 4        | 3      | Dinko Jukić                   | Austria           | 2:00.57 | Q    |
| 17 | 5        | 3      | Tamas Kerekjarto              | Ungheria          | 2:00.60 |      |
| 18 | 6        | 3      | Brian Johns                   | Canada            | 2:00.66 |      |
| 19 | 6        | 7      | Diogo Carvalho                | Portogallo        | 2:00.66 |      |
| 20 | 3        | 6      | Mihail Alexandrov             | Bulgaria          | 2:00.70 |      |
| 21 | 5        | 2      | Dean Kent                     | Nuova Zelanda     | 2:01.12 |      |
| 22 | 6        | 8      | Aleksandr Tichonov            | Russia            | 2:01.21 |      |
| 23 | 3        | 5      | Ioannis Kokkodis              | Grecia            | 2:01.22 |      |
| 24 | 3        | 8      | Jeremy Knowles                | Bahamas           | 2:01.35 |      |
| 25 | 2        | 6      | Gard Kvale                    | Norvegia          | 2:01.52 |      |
| 26 | 4        | 2      | Łukasz Wójt                   | Polonia           | 2:01.54 |      |
| 27 | 2        | 3      | Miguel Molina                 | Filippine         | 2:01.61 |      |
| 28 | 2        | 4      | Vadym Lepskyy                 | Ucraina           | 2:01.73 |      |
| 29 | 3        | 7      | Sasa Impric                   | Croazia           | 2:01.83 |      |
| 30 | 1        | 7      | Omar Pinzón                   | Colombia          | 2:02.28 |      |
| 31 | 2        | 2      | Tomas Fucik                   | Rep. Ceca         | 2:02.85 |      |
| 32 | 1        | 5      | Chris Christensen             | Danimarca         | 2:02.93 |      |
| 33 | 4        | 1      | Brenton Cabello               | Spagna            | 2:03.08 |      |
| 34 | 3        | 4      | Jingyu Qu                     | Cina              | 2:03.15 |      |
| 35 | 4        | 8      | Martin Liivamägi              | Estonia           | 2:03.56 |      |
| 36 | 2        | 5      | Nicholas Bovell               | Trinidad e Tobago | 2:03.90 |      |
| 37 | 3        | 3      | Dmitriy Gordiyenko            | Kazakistan        | 2:03.92 |      |
| 38 | 1        | 1      | Andrejs Duda                  | Lettonia          | 2:04.18 |      |
| 39 | 5        | 8      | Robin van Aggele              | Paesi Bassi       | 2:04.33 |      |
| 40 | 3        | 2      | Markus Deibler                | Germania          | 2:04.54 |      |
| 41 | 1        | 2      | Mehdi Hamama                  | Algeria           | 2:04.91 |      |
| 42 | 2        | 8      | Serkan Atasay                 | Turchia           | 2:05.25 |      |
| 43 | 2        | 1      | Leopoldo José Andara González | Venezuela         | 2:05.71 |      |
| 44 | 1        | 4      | Meomho Park                   | Corea del Sud     | 2:06.17 |      |
| 45 | 1        | 3      | Iurii Zakharov                | Kirghizistan      | 2:07.01 |      |
| 46 | 1        | 6      | Danil Bugakov                 | Uzbekistan        | 2:10.04 |      |
| 47 | 2        | 7      | Andrew Bree                   | Irlanda           | DNS     |      |

## Semifinali
- Giovedì 14 agosto

| #  | Batteria | Corsia | Atleta              | Nazionalità | Tempo   | Note |
| -- | -------- | ------ | ------------------- | ----------- | ------- | ---- |
| 1  | 2        | 4      | Ryan Lochte         | Stati Uniti | 1:57.69 | Q    |
| 2  | 1        | 3      | Michael Phelps      | Stati Uniti | 1:57.70 | Q    |
| 3  | 2        | 5      | Thiago Pereira      | Brasile     | 1:58.06 | Q    |
| 4  | 1        | 4      | László Cseh         | Ungheria    | 1:58.19 | Q    |
| 5  | 1        | 5      | Ken Takakuwa        | Giappone    | 1:58.49 | Q    |
| 6  | 2        | 1      | James Goddard       | Regno Unito | 1:58.63 | Q    |
| 7  | 1        | 1      | Liam Tancock        | Regno Unito | 1:59.42 | Q    |
| 8  | 1        | 6      | Keith Beavers       | Canada      | 1:59.43 | Q    |
| 9  | 2        | 3      | Bradley Ally        | Barbados    | 1:59.53 |      |
| 10 | 2        | 2      | Takurō Fujii        | Giappone    | 1:59.59 |      |
| 11 | 1        | 2      | Darian Townsend     | Sudafrica   | 1:59.65 |      |
| 12 | 2        | 6      | Alessio Boggiatto   | Italia      | 1:59.77 |      |
| 13 | 1        | 7      | Gal Nevo            | Israele     | 2:00.43 |      |
| 14 | 2        | 8      | Leith Brodie        | Australia   | 2:00.57 |      |
| 15 | 2        | 7      | Vytautas Janušaitis | Lituania    | 2:00.76 |      |
| 16 | 1        | 8      | Dinko Jukić         | Austria     | 2:00.98 |      |

## Finale
- Venerdì 15 agosto

| Posizione | Corsia | Atleta         | Paese       | Tempo   | Note |
| --------- | ------ | -------------- | ----------- | ------- | ---- |
|           | 4      | Michael Phelps | Stati Uniti | 1:54.23 | WR   |
|           | 6      | László Cseh    | Ungheria    | 1:56.52 | ER   |
|           | 8      | Ryan Lochte    | Stati Uniti | 1:56.53 |      |
| 4         | 5      | Thiago Pereira | Brasile     | 1:58.14 |      |
| 5         | 2      | Ken Takakuwa   | Giappone    | 1:58.22 | AS   |
| 6         | 3      | James Goddard  | Regno Unito | 1:59.24 |      |
| 7         | 7      | Keith Beavers  | Canada      | 1:59.43 |      |
| 8         | 1      | Liam Tancock   | Regno Unito | 2:00.76 |      |